# Lista över fornlämningar i Härjedalens kommun
Lista över fornlämningar i Härjedalens kommun är en förteckning av ett urval av de fornlämningar som finns i Härjedalens kommun.

## Hede
| Namn                   | Lämningstyp    | Tillkomsttid | Historisk indelning | Plats | Läge                 | ID-nr          | Bild                                      |
| ---------------------- | -------------- | ------------ | ------------------- | ----- | -------------------- | -------------- | ----------------------------------------- |
| Långå skans (Hede 6:1) | Fästning/skans |              | Hede, Härjedalen    |       | 62.453326, 13.229168 | 10253400060001 | Ladda upp en till bild av detta fornminne |
| Hede 95:1              | Stensättning   |              | Hede, Härjedalen    |       | 62.343622, 13.767170 | 10253400950001 | Ladda upp en bild av detta fornminne      |
| Hede 163:1             | Stensättning   |              | Hede, Härjedalen    |       | 62.393190, 13.743132 | 10253401630001 | Ladda upp en bild av detta fornminne      |
| Hede 163:2             | Stensättning   |              | Hede, Härjedalen    |       | 62.393080, 13.743293 | 10253401630002 | Ladda upp en bild av detta fornminne      |
| Hede 163:3             | Stensättning   |              | Hede, Härjedalen    |       | 62.393000, 13.743507 | 10253401630003 | Ladda upp en bild av detta fornminne      |
| Hede 164:1             | Stensättning   |              | Hede, Härjedalen    |       | 62.394315, 13.740403 | 10253401640001 | Ladda upp en bild av detta fornminne      |
| Hede 189:1             | Stensättning   |              | Hede, Härjedalen    |       | 62.398100, 13.727842 | 10253401890001 | Ladda upp en bild av detta fornminne      |
| Hede 194:1             | Stensättning   |              | Hede, Härjedalen    |       | 62.402721, 13.715026 | 10253401940001 | Ladda upp en bild av detta fornminne      |
| Hede 194:2             | Stensättning   |              | Hede, Härjedalen    |       | 62.402640, 13.715194 | 10253401940002 | Ladda upp en bild av detta fornminne      |
| Hede 194:3             | Stensättning   |              | Hede, Härjedalen    |       | 62.402575, 13.715422 | 10253401940003 | Ladda upp en bild av detta fornminne      |
| Hede 200:1             | Stensättning   |              | Hede, Härjedalen    |       | 62.484004, 13.083515 | 10253402000001 | Ladda upp en bild av detta fornminne      |
| Hede 200:2             | Stensättning   |              | Hede, Härjedalen    |       | 62.483995, 13.083259 | 10253402000002 | Ladda upp en bild av detta fornminne      |
| Hede 200:3             | Stensättning   |              | Hede, Härjedalen    |       | 62.483995, 13.083789 | 10253402000003 | Ladda upp en bild av detta fornminne      |
| Hede 201:1             | Hällmålning    |              | Hede, Härjedalen    |       | 62.633033, 13.171220 | 10253402010001 | Ladda upp en bild av detta fornminne      |
| Hede 222:1             | Röse           |              | Hede, Härjedalen    |       | 62.204195, 13.183464 | 10253402220001 | Ladda upp en bild av detta fornminne      |
| Hede 226:1             | Stensättning   |              | Hede, Härjedalen    |       | 62.245856, 13.071847 | 10253402260001 | Ladda upp en bild av detta fornminne      |
| Hede 226:2             | Stensättning   |              | Hede, Härjedalen    |       | 62.245865, 13.071584 | 10253402260002 | Ladda upp en bild av detta fornminne      |
| Hede 226:3             | Stensättning   |              | Hede, Härjedalen    |       | 62.245972, 13.071720 | 10253402260003 | Ladda upp en bild av detta fornminne      |
| Hede 301               | Hällmålning    |              | Hede, Härjedalen    |       | 62.471420, 13.187507 | 12000000043172 | Ladda upp en bild av detta fornminne      |

## Lillhärdal
| Namn                           | Lämningstyp                      | Tillkomsttid | Historisk indelning    | Plats | Läge                 | ID-nr          | Bild                                 |
| ------------------------------ | -------------------------------- | ------------ | ---------------------- | ----- | -------------------- | -------------- | ------------------------------------ |
| Lillhärdal 64:1                | Stensättning                     |              | Lillhärdal, Härjedalen |       | 61.834789, 14.121156 | 10254400640001 | Ladda upp en bild av detta fornminne |
| Lillhärdal 64:2                | Stensättning                     |              | Lillhärdal, Härjedalen |       | 61.834827, 14.120806 | 10254400640002 | Ladda upp en bild av detta fornminne |
| Huckerholmen (Lillhärdal 65:1) | Gravfält                         |              | Lillhärdal, Härjedalen |       | 61.834095, 14.120333 | 10254400650001 | Ladda upp en bild av detta fornminne |
| Lillhärdal 145:1               | Husgrund, historisk tid          |              | Lillhärdal, Härjedalen |       | 61.824607, 13.866579 | 10254401450001 | Ladda upp en bild av detta fornminne |
| Lillhärdal 155:1               | Fästning/skans                   |              | Lillhärdal, Härjedalen |       | 61.823261, 13.867447 | 10254401550001 | Ladda upp en bild av detta fornminne |
| Lillhärdal 171:1               | Husgrund, förhistorisk/medeltida |              | Lillhärdal, Härjedalen |       | 61.882503, 14.046227 | 10254401710001 | Ladda upp en bild av detta fornminne |
| Lillhärdal 246                 | Fäbod                            |              | Lillhärdal, Härjedalen |       | 61.786681, 14.010873 | 12000000113165 | Ladda upp en bild av detta fornminne |

## Linsell
| Namn          | Lämningstyp  | Tillkomsttid | Historisk indelning | Plats | Läge                 | ID-nr          | Bild                                 |
| ------------- | ------------ | ------------ | ------------------- | ----- | -------------------- | -------------- | ------------------------------------ |
| Linsell 145:1 | Stensättning |              | Linsell, Härjedalen |       | 62.277797, 13.821618 | 10254501450001 | Ladda upp en bild av detta fornminne |

## Sveg
| Namn       | Lämningstyp    | Tillkomsttid | Historisk indelning | Plats | Läge                 | ID-nr          | Bild                                 |
| ---------- | -------------- | ------------ | ------------------- | ----- | -------------------- | -------------- | ------------------------------------ |
| Sveg 114:1 | Fästning/skans |              | Sveg, Härjedalen    |       | 62.100975, 14.219025 | 10256901140001 | Ladda upp en bild av detta fornminne |

## Tännäs
| Namn                                      | Lämningstyp                      | Tillkomsttid | Historisk indelning | Plats    | Läge                 | ID-nr          | Bild                                      |
| ----------------------------------------- | -------------------------------- | ------------ | ------------------- | -------- | -------------------- | -------------- | ----------------------------------------- |
| Tännäs 11:1                               | Hög                              |              | Tännäs, Härjedalen  |          | 62.649394, 12.389445 | 10257100110001 | Ladda upp en bild av detta fornminne      |
| Tännäs 11:2                               | Hög                              |              | Tännäs, Härjedalen  |          | 62.649756, 12.389784 | 10257100110002 | Ladda upp en bild av detta fornminne      |
| Tännäs 12:1                               | Hög                              |              | Tännäs, Härjedalen  |          | 62.648899, 12.386047 | 10257100120001 | Ladda upp en bild av detta fornminne      |
| Tännäs 13:1                               | Hög                              |              | Tännäs, Härjedalen  |          | 62.647716, 12.389952 | 10257100130001 | Ladda upp en bild av detta fornminne      |
| Tännäs 16:1                               | Hög                              |              | Tännäs, Härjedalen  |          | 62.638729, 12.380438 | 10257100160001 | Ladda upp en bild av detta fornminne      |
| Tännäs 23:1                               | Hög                              |              | Tännäs, Härjedalen  |          | 62.665021, 12.427028 | 10257100230001 | Ladda upp en bild av detta fornminne      |
| Tännäs 23:2                               | Hög                              |              | Tännäs, Härjedalen  |          | 62.665211, 12.427035 | 10257100230002 | Ladda upp en bild av detta fornminne      |
| Tännäs 23:3                               | Hög                              |              | Tännäs, Härjedalen  |          | 62.664880, 12.427147 | 10257100230003 | Ladda upp en bild av detta fornminne      |
| Tännäs 24:1                               | Hög                              |              | Tännäs, Härjedalen  |          | 62.640784, 12.426964 | 10257100240001 | Ladda upp en bild av detta fornminne      |
| Tännäs 24:2                               | Hög                              |              | Tännäs, Härjedalen  |          | 62.640607, 12.426900 | 10257100240002 | Ladda upp en bild av detta fornminne      |
| Tännäs 24:3                               | Hög                              |              | Tännäs, Härjedalen  |          | 62.640699, 12.426592 | 10257100240003 | Ladda upp en bild av detta fornminne      |
| Tännäs 27:1                               | Hög                              |              | Tännäs, Härjedalen  |          | 62.678577, 12.427646 | 10257100270001 | Ladda upp en bild av detta fornminne      |
| Tännäs 28:1                               | Hög                              |              | Tännäs, Härjedalen  |          | 62.677512, 12.422433 | 10257100280001 | Ladda upp en bild av detta fornminne      |
| Tännäs 28:2                               | Hög                              |              | Tännäs, Härjedalen  |          | 62.677647, 12.422502 | 10257100280002 | Ladda upp en bild av detta fornminne      |
| Tännäs 33:1                               | Hög                              |              | Tännäs, Härjedalen  |          | 62.681898, 12.414496 | 10257100330001 | Ladda upp en bild av detta fornminne      |
| Tännäs 37:1                               | Hög                              |              | Tännäs, Härjedalen  |          | 62.708057, 12.386257 | 10257100370001 | Ladda upp en bild av detta fornminne      |
| Tännäs 42:1                               | Hög                              |              | Tännäs, Härjedalen  |          | 62.706543, 12.442413 | 10257100420001 | Ladda upp en bild av detta fornminne      |
| Tännäs 43:1                               | Hög                              |              | Tännäs, Härjedalen  |          | 62.707639, 12.441173 | 10257100430001 | Ladda upp en bild av detta fornminne      |
| Tännäs 43:2                               | Hög                              |              | Tännäs, Härjedalen  |          | 62.707372, 12.441293 | 10257100430002 | Ladda upp en bild av detta fornminne      |
| Tännäs 43:3                               | Hög                              |              | Tännäs, Härjedalen  |          | 62.707435, 12.440682 | 10257100430003 | Ladda upp en bild av detta fornminne      |
| Hällmålningarna på Flatruet (Tännäs 58:1) | Hällmålning                      |              | Tännäs, Härjedalen  | Flatruet | 62.685140, 12.967420 | 10257100580001 | Ladda upp en till bild av detta fornminne |
| Tännäs 124:1                              | Hög                              |              | Tännäs, Härjedalen  |          | 62.535809, 12.336718 | 10257101240001 | Ladda upp en bild av detta fornminne      |
| Tännäs 125:1                              | Hög                              |              | Tännäs, Härjedalen  |          | 62.536134, 12.335153 | 10257101250001 | Ladda upp en bild av detta fornminne      |
| Tännäs 126:1                              | Hög                              |              | Tännäs, Härjedalen  |          | 62.535209, 12.335656 | 10257101260001 | Ladda upp en bild av detta fornminne      |
| Tännäs 139:1                              | Hög                              |              | Tännäs, Härjedalen  |          | 62.715618, 12.445769 | 10257101390001 | Ladda upp en bild av detta fornminne      |
| Tännäs 142:1                              | Hög                              |              | Tännäs, Härjedalen  |          | 62.722569, 12.368341 | 10257101420001 | Ladda upp en bild av detta fornminne      |
| Tännäs 143:1                              | Hög                              |              | Tännäs, Härjedalen  |          | 62.723575, 12.363764 | 10257101430001 | Ladda upp en bild av detta fornminne      |
| Tännäs 145:1                              | Stensättning                     |              | Tännäs, Härjedalen  |          | 62.692909, 12.405465 | 10257101450001 | Ladda upp en bild av detta fornminne      |
| Tännäs 154:1                              | Stensättning                     |              | Tännäs, Härjedalen  |          | 62.677881, 12.426990 | 10257101540001 | Ladda upp en bild av detta fornminne      |
| Tännäs 161:1                              | Hög                              |              | Tännäs, Härjedalen  |          | 62.625821, 12.454439 | 10257101610001 | Ladda upp en bild av detta fornminne      |
| Tännäs 165:1                              | Hög                              |              | Tännäs, Härjedalen  |          | 62.615775, 12.480149 | 10257101650001 | Ladda upp en bild av detta fornminne      |
| Tännäs 165:2                              | Hög                              |              | Tännäs, Härjedalen  |          | 62.615923, 12.479712 | 10257101650002 | Ladda upp en bild av detta fornminne      |
| Tännäs 166:1                              | Hög                              |              | Tännäs, Härjedalen  |          | 62.616513, 12.478415 | 10257101660001 | Ladda upp en bild av detta fornminne      |
| Tännäs 166:2                              | Stensättning                     |              | Tännäs, Härjedalen  |          | 62.616596, 12.478889 | 10257101660002 | Ladda upp en bild av detta fornminne      |
| Tännäs 166:3                              | Hög                              |              | Tännäs, Härjedalen  |          | 62.616460, 12.479371 | 10257101660003 | Ladda upp en bild av detta fornminne      |
| Tännäs 168:1                              | Gravfält                         |              | Tännäs, Härjedalen  |          | 62.616728, 12.482119 | 10257101680001 | Ladda upp en bild av detta fornminne      |
| Skansen (Tännäs 177:1)                    | Fästning/skans                   |              | Tännäs, Härjedalen  |          | 62.549194, 12.534326 | 10257101770001 | Ladda upp en bild av detta fornminne      |
| Tännäs 235:1                              | Hög                              |              | Tännäs, Härjedalen  |          | 62.557657, 12.288724 | 10257102350001 | Ladda upp en bild av detta fornminne      |
| Tännäs 235:2                              | Hög                              |              | Tännäs, Härjedalen  |          | 62.557855, 12.288847 | 10257102350002 | Ladda upp en bild av detta fornminne      |
| Tännäs 235:3                              | Hög                              |              | Tännäs, Härjedalen  |          | 62.557658, 12.289012 | 10257102350003 | Ladda upp en bild av detta fornminne      |
| Tännäs 237:1                              | Hög                              |              | Tännäs, Härjedalen  |          | 62.557718, 12.287145 | 10257102370001 | Ladda upp en bild av detta fornminne      |
| Tännäs 237:2                              | Hög                              |              | Tännäs, Härjedalen  |          | 62.557487, 12.287112 | 10257102370002 | Ladda upp en bild av detta fornminne      |
| Tännäs 237:3                              | Hög                              |              | Tännäs, Härjedalen  |          | 62.557103, 12.286982 | 10257102370003 | Ladda upp en bild av detta fornminne      |
| Tännäs 237:4                              | Hög                              |              | Tännäs, Härjedalen  |          | 62.556871, 12.287036 | 10257102370004 | Ladda upp en bild av detta fornminne      |
| Tännäs 276:1                              | Stensättning                     |              | Tännäs, Härjedalen  |          | 62.336407, 12.668862 | 10257102760001 | Ladda upp en bild av detta fornminne      |
| Tännäs 276:2                              | Stensättning                     |              | Tännäs, Härjedalen  |          | 62.336408, 12.668872 | 10257102760002 | Ladda upp en bild av detta fornminne      |
| Tännäs 285:1                              | Stensättning                     |              | Tännäs, Härjedalen  |          | 62.233606, 12.810175 | 10257102850001 | Ladda upp en bild av detta fornminne      |
| Tännäs 368:1                              | Stensättning                     |              | Tännäs, Härjedalen  |          | 62.719034, 12.425994 | 10257103680001 | Ladda upp en bild av detta fornminne      |
| Tännäs 383:1                              | Hög                              |              | Tännäs, Härjedalen  |          | 62.726705, 12.237367 | 10257103830001 | Ladda upp en bild av detta fornminne      |
| Tännäs 464:1                              | Röse                             |              | Tännäs, Härjedalen  |          | 62.233703, 12.811627 | 10257104640001 | Ladda upp en bild av detta fornminne      |
| Tännäs 483:1                              | Stensättning                     |              | Tännäs, Härjedalen  |          | 62.264434, 12.934442 | 10257104830001 | Ladda upp en bild av detta fornminne      |
| Tännäs 526:1                              | Hällmålning                      |              | Tännäs, Härjedalen  |          | 62.334812, 12.359988 | 10257105260001 | Ladda upp en bild av detta fornminne      |
| Tännäs 614:1                              | Ristning, medeltid/historisk tid |              | Tännäs, Härjedalen  |          | 62.312332, 12.535797 | 10257106140001 | Ladda upp en bild av detta fornminne      |
| Tännäs 620:1                              | Stensättning                     |              | Tännäs, Härjedalen  |          | 62.317049, 12.449434 | 10257106200001 | Ladda upp en bild av detta fornminne      |
| Tännäs 700:2                              | Stensättning                     |              | Tännäs, Härjedalen  |          | 62.347469, 12.628094 | 10257107000002 | Ladda upp en bild av detta fornminne      |
| Tännäs 700:3                              | Stensättning                     |              | Tännäs, Härjedalen  |          | 62.347474, 12.628123 | 10257107000003 | Ladda upp en bild av detta fornminne      |
| Tännäs 700:4                              | Stensättning                     |              | Tännäs, Härjedalen  |          | 62.347483, 12.628092 | 10257107000004 | Ladda upp en bild av detta fornminne      |
| Käringstenen (Tännäs 854:1)               | Hällmålning                      |              | Tännäs, Härjedalen  |          | 62.531047, 12.351130 | 10257108540001 | Ladda upp en bild av detta fornminne      |
| Tännäs 896                                | Gravfält                         |              | Tännäs, Härjedalen  |          | 62.341627, 12.264443 | 12000000195097 | Ladda upp en till bild av detta fornminne |

## Ytterhogdal
| Namn                          | Lämningstyp         | Tillkomsttid | Historisk indelning      | Plats | Läge                 | ID-nr          | Bild                                 |
| ----------------------------- | ------------------- | ------------ | ------------------------ | ----- | -------------------- | -------------- | ------------------------------------ |
| Ytterhogdal 102:1             | Gravfält            |              | Ytterhogdal, Hälsingland |       | 62.236272, 15.150085 | 10257401020001 | Ladda upp en bild av detta fornminne |
| Frisks torp (Ytterhogdal 302) | Lägenhetsbebyggelse |              | Ytterhogdal, Hälsingland |       | 62.200578, 15.154297 | 12000000112533 | Ladda upp en bild av detta fornminne |
| Haverö 111:2                  | Stensättning        |              | Ytterhogdal, Hälsingland |       | 62.249888, 15.152708 | 10246501110002 | Ladda upp en bild av detta fornminne |

## Älvros
| Namn         | Lämningstyp  | Tillkomsttid | Historisk indelning | Plats | Läge                 | ID-nr          | Bild                                 |
| ------------ | ------------ | ------------ | ------------------- | ----- | -------------------- | -------------- | ------------------------------------ |
| Älvros 7:1   | Stensättning |              | Älvros, Härjedalen  |       | 62.047105, 14.634595 | 10257800070001 | Ladda upp en bild av detta fornminne |
| Älvros 158:1 | Fäbod        |              | Älvros, Härjedalen  |       | 62.020445, 14.797067 | 10257801580001 | Ladda upp en bild av detta fornminne |

## Ängersjö
| Namn                                | Lämningstyp             | Tillkomsttid | Historisk indelning   | Plats | Läge                 | ID-nr          | Bild                                 |
| ----------------------------------- | ----------------------- | ------------ | --------------------- | ----- | -------------------- | -------------- | ------------------------------------ |
| Gammelvallarna. (Ängersjö 26:1)     | Fäbod                   |              | Ängersjö, Hälsingland |       | 61.934813, 14.942201 | 10257900260001 | Ladda upp en bild av detta fornminne |
| Gammelvallen (Ängersjö 45:1)        | Fäbod                   |              | Ängersjö, Hälsingland |       | 61.979083, 14.826665 | 10257900450001 | Ladda upp en bild av detta fornminne |
| Ängersjö 130:1                      | Fäbod                   |              | Ängersjö, Hälsingland |       | 61.963568, 14.797484 | 10257901300001 | Ladda upp en bild av detta fornminne |
| Ängersjö 137:1                      | Fäbod                   |              | Ängersjö, Hälsingland |       | 61.969019, 14.883009 | 10257901370001 | Ladda upp en bild av detta fornminne |
| Ängersjö 153:1                      | Grav- och boplatsområde |              | Ängersjö, Hälsingland |       | 61.873478, 14.888106 | 10257901530001 | Ladda upp en bild av detta fornminne |
| Sandtjärnbergsvallen (Ängersjö 207) | Fäbod                   |              | Ängersjö, Hälsingland |       | 61.940662, 14.824153 | 12000000130369 | Ladda upp en bild av detta fornminne |

## Överhogdal
| Namn                           | Lämningstyp | Tillkomsttid | Historisk indelning    | Plats | Läge                 | ID-nr          | Bild                                 |
| ------------------------------ | ----------- | ------------ | ---------------------- | ----- | -------------------- | -------------- | ------------------------------------ |
| Lullebodarna (Överhogdal 51:1) | Fäbod       |              | Överhogdal, Härjedalen |       | 62.338182, 14.856004 | 10258100510001 | Ladda upp en bild av detta fornminne |
| Överhogdal 52:1                | Fäbod       |              | Överhogdal, Härjedalen |       | 62.339925, 14.868159 | 10258100520001 | Ladda upp en bild av detta fornminne |